# Kevin Cordes
Kevin Cordes (Chicago, 13 de agosto de 1993) es un deportista estadounidense que compite en natación, especialista en el estilo braza.
Participó en los Juegos Olímpicos de Río de Janeiro 2016, obteniendo una medalla de oro en la prueba de 4 × 100 m estilos.
Ganó seis medallas en el Campeonato Mundial de Natación, en los años 2015 y 2017, dos medallas en el Campeonato Mundial de Natación en Piscina Corta de 2012 y una medalla de oro en el Campeonato Pan-Pacífico de Natación de 2014.

## Palmarés internacional
| Juegos Olímpicos                    | Juegos Olímpicos        | Juegos Olímpicos  | Juegos Olímpicos                   |
| Año                                 | Lugar                   | Medalla           | Prueba                             |
| ----------------------------------- | ----------------------- | ----------------- | ---------------------------------- |
| 2016                                | Río de Janeiro (Brasil) | Medalla de oro    | 4 × 100 m estilos                  |
| Campeonato Mundial                  |                         |                   |                                    |
| Año                                 | Lugar                   | Medalla           | Prueba                             |
| 2015                                | Kazán (Rusia)           | Medalla de oro    | 4 × 100 m estilos                  |
| 2015                                | Kazán (Rusia)           | Medalla de plata  | 200 m braza                        |
| 2015                                | Kazán (Rusia)           | Medalla de plata  | 4 × 100 m estilos mixto            |
| 2015                                | Kazán (Rusia)           | Medalla de bronce | 50 m braza                         |
| 2017                                | Budapest (Hungría)      | Medalla de oro    | 4 × 100 m estilos                  |
| 2017                                | Budapest (Hungría)      | Medalla de plata  | 100 m braza                        |
| Campeonato Mundial en Piscina Corta |                         |                   |                                    |
| Año                                 | Lugar                   | Medalla           | Prueba                             |
| 2012                                | Estambul (Turquía)      | Medalla de oro    | 4 × 100 m estilos4 × 100 m estilos |
| 2012                                | Estambul (Turquía)      | Medalla de bronce | 100 m braza                        |
| Campeonato Pan-Pacífico             |                         |                   |                                    |
| Año                                 | Lugar                   | Medalla           | Prueba                             |
| 2014                                | Gold Coast (Australia)  | Medalla de oro    | 4 × 100 m estilos                  |